# Sojuz TM-28
Sojuz TM-28 (ryska: Союз ТM-28) var en flygning i det ryska rymdprogrammet. Flygningen gick till rymdstationen Mir. Farkosten sköts upp med en Sojuz-U-raket från Kosmodromen i Bajkonur den 13 augusti 1998. Den dockade med rymdstationen den 15 augusti 1998.
Den 27 augusti 1998 flyttades farkosten från Kvant-1-modulens dockningsport till rymdstationens främre dockningsport. 
Den 8 februari 1999 flyttades farkosten tillbaka till Kvant-1-modulens dockningsport.
Farkosten lämnade rymdstationen den 27 februari 1999. Några timmar senare återinträdde den i jordens atmosfär och landade i Kazakstan.